# Варез, Эдгар
Эдга́р Варе́з (фр. Edgar(d) Varèse; 22 декабря 1883 года, Париж, Франция — 6 ноября 1965 года, Нью-Йорк, США) — французский и американский композитор и дирижёр, один из пионеров электронной и конкретной музыки.

## Биография

### Начало творчества
Эдгар Варез родился в 1883 году в Париже в семье Анри Вареза, инженера и предпринимателя, и Бланш-Мари, урождённой Корто. В 1892 году он вместе с семьёй переехал в Турин. Там начал самостоятельно изучать музыку и композицию, вопреки желанию отца, рассчитывавшего, что его сын выберет карьеру инженера. Когда Варезу было 17 лет, на него обратил внимание руководитель Туринской консерватории Джованни Больцони, после чего Варез брал у него частные уроки. Благодаря участию Больцони Варез получил место перкуссиониста в оркестре Туринской оперы.
После смерти матери девятнадцатилетний Варез покинул семью и вернулся в Париж, где в 1904—1906 годах изучал дирижирование и композицию у Венсана д’Энди и Альбера Русселя в Schola Cantorum. В 1906—1907 годах он продолжил обучение в Парижской консерватории, где изучал композицию под руководством Шарля Видора. К периоду обучения Вареза в консерватории относится его первая нотная публикация — романс на стихи Верлена, отмеченный влиянием Клода Дебюсси и завершающийся почти точной цитатой из «Пеллеаса и Мелизанды». Во время пребывания в Париже Варез знакомится с Роменом Ролланом, узнавшего в нём героя своего романа «Жан-Кристоф» (в личном письме Роллан отозвался о Варезе как о Жане-Кристофе, существующем в действительности).

### В Берлине
С 1907 по 1914 год Варез жил и работал в Берлине, где пользовался покровительством Ферруччо Бузони, по протекции которого молодой композитор получил грант от Фонда Кучинского и нашёл для заработка первых учеников. Кроме того, в Берлине Варезу протежировал Рихард Штраус, по рекомендации которого 15 декабря 1910 года состоялась (Блютнер-оркестр под управлением Йозефа Странского) премьера симфонической поэмы Вареза «Бургундия». Несмотря на отдельные положительные отклики, среди которых был отзыв Альфреда Керра, в целом премьера «Бургундии» была встречена критикой недоброжелательно.
В 1908 году Варез знакомится с Клодом Дебюсси, которого позже назовёт «одним из величайших новаторов всех времён» (англ. «one of the greatest innovators of all the time»). Дебюсси одобрил музыкальные поиски молодого композитора и подарил ему партитуру симфонической пьесы «Море» с авторскими пометками, которую Варез высоко ценил. Позднее Дебюсси поддержал Вареза после провала «Бургундии», Варез в свою очередь делился с ним подробностями музыкальной жизни Германии. В 1914 году Варез включил мистерию Дебюсси «Мученичество святого Себастьяна» в программу своего концерта c Чешским филармоническим оркестром в Праге. Это исполнение стало первым концертным исполнением «Мученичества» и первым успешным выступлением Вареза в качестве дирижёра.
К началу Первой мировой войны Варез был автором восьми оркестровых произведений и был близок к завершению оперы по драме «Эдип и Сфинкс» Гуго фон Гофмансталя. Однако ни одна из этих работ не сохранилось: большая часть рукописей Вареза, хранившаяся в Берлине, погибла при пожаре вскоре после войны, а рукопись «Бургундии» композитор позднее уничтожил собственноручно.

### Эмиграция в Америку

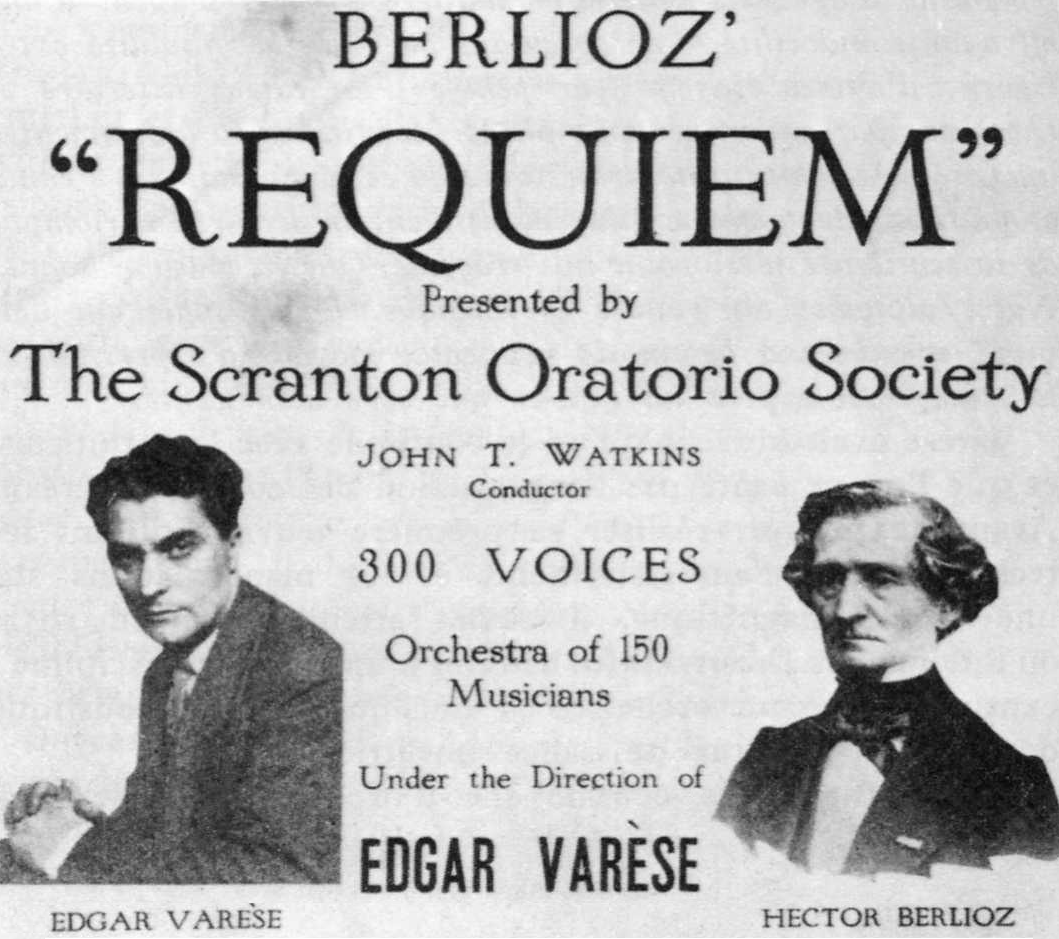
Афиша исполнения «Реквиема»

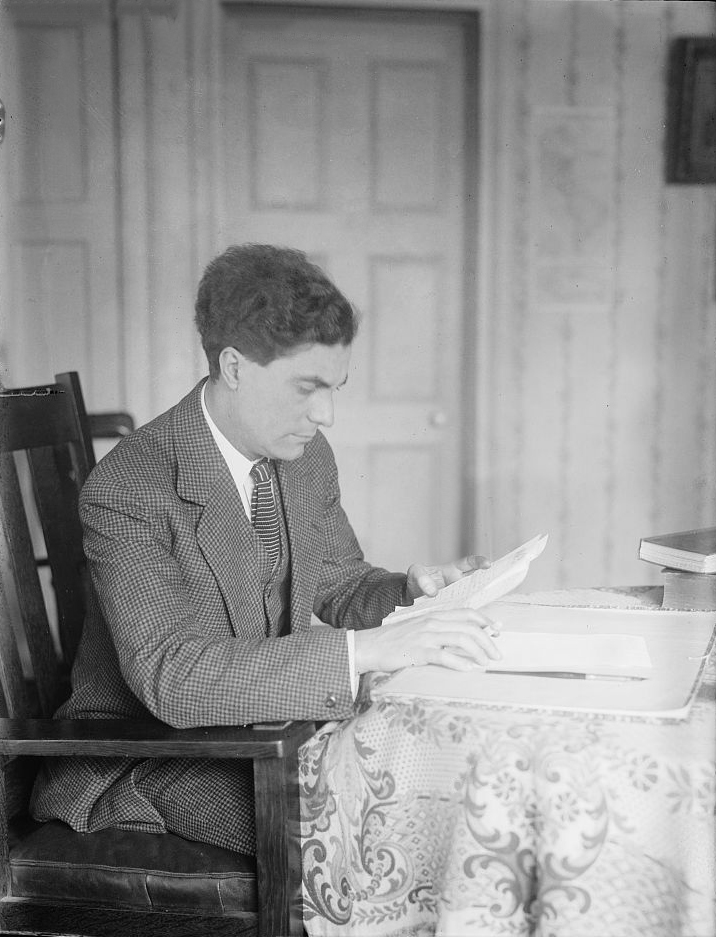
Эдгар Варез в США

В 1914 году Варез был призван в армию Франции, где проходил службу в тыловых частях. В 1915 году был демобилизован по состоянию здоровья, после чего переехал в Нью-Йорк. В эмиграции продолжает карьеру дирижёра, и в 1917 году на Нью-Йоркском ипподроме руководит исполнением «Реквиема» Гектора Берлиоза. Концерт прошёл успешно и принёс Варезу признание в американской музыкальной среде. В 1919 году он возглавил Новый симфонический оркестр. Программа единственного концерта оркестра под руководством Вареза включала европейскую музыку, написанную по преимуществу в последнее десятилетие (произведения Белы Бартока, Альфредо Казеллы, Клода Дебюсси), и оказалась непривычной и малопонятной для американской публики. Критика неблагоприятно отозвалась о концерте, а попечители оркестра остались недовольны выбором сочинений. Отказавшись вносить изменения в программу, Варез покинул свой пост.
В 1918 году Варез приступил к работе над пьесой «Америки». Это сочинение для большого оркестра с расширенной группой ударных и пожарной сиреной стало первым зрелым произведением композитора. Первая версия «Америк» была завершена в 1921 году, однако её премьера состоялась лишь в апреле 1926 года. После премьеры, прошедшей под руководством Леопольда Стоковского, Варез сократил и переоркестровал партитуру таким образом, что длительность пьесы сократились с тридцати пяти до приблизительно двадцати трёх минут. Второе исполнение «Америк» прошло в 1929 году в Париже, когда окончательная версия партитуры была исполнена под руководством Гастона Пуле. Среди откликов на парижскую премьеру «Америк» были положительные рецензии Робера Десноса и Алехо Карпеньтера, отметившего в музыке Вареза следы его первых впечатлений от посещения Нового Света, столкновения с его необъятностью и широтой. Однако сам композитор возражал против исключительно географической интерпретации названия «Америк»: он трактовал заглавие симфонической пьесы как «символ открытий новых миров — на земле, в небе или в человеческих душах» и указывал на то, что равным образом мог дать этому произведению имя «Гималаи».
В 1921 году Варез совместно с композитором и арфистом Карлосом Сальседо основал Международную гильдию композиторов. Эта организация, пользовавшаяся финансовой поддержкой Гертруды Уитни, ставила перед собой задачу продвижения и исполнения современной музыки. Хотя репертуар концертов гильдии не ограничивался конкретным стилем или течением, преимущественно он включал музыку европейских композиторов. На этих концертах исполнялись и новые сочинения Вареза — за время существования гильдии он написал четыре произведения для камерно-инструментальных составов («Приношения», «Гиперпризма», «Октандр», «Интегралы»). Гильдия просуществовала до 1927 года, в котором была распущена по решению композитора, публично объявившего задачи организации выполненными.
Вопреки заявлениям композитора, его жена вспоминала, что мотивами, побудившими Вареза распустить гильдию, были усталость от роли организатора и желание сосредоточиться над созданием крупного оркестрового произведения. Этим произведениям была «Аркана», завершённая в начале 1927 года и ставшая последней партитурой композитора для оркестра. Первые исполнения «Арканы» состоялись в апреле 1927 года в Филадельфии и Нью-Йорке под руководством Стоковского, спустя пять лет сочинение было исполнено в Париже и Берлине под руководством Николая Слонимского.

### Возвращение в Париж

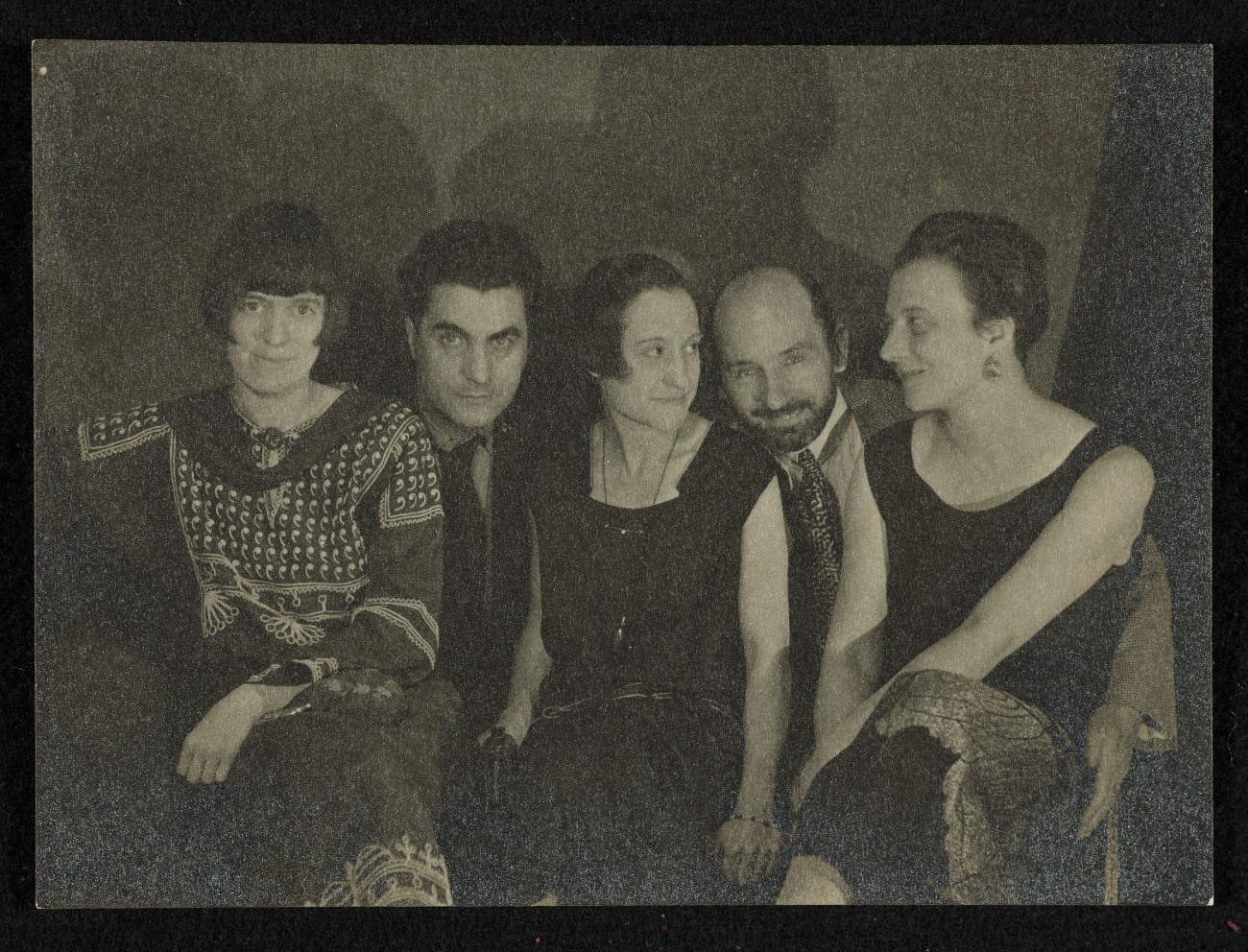
Слева направо: Луиз Варез (Нортон), Эдгар Варез, Сюзанна Дюшан, Жан Кротти, Рейнольдс, Мэри. 1924

В 1928 году вернулся в Париж, где прожил до 1933 года.
В 1931 году Варез завершил «Ионизацию» для ансамбля ударных, двух сирен и фортепиано. Особенностью пьесы стало почти полное отсутствие звуков определённой высоты (такие звуки появляются лишь в коде). Решение композитора написать произведение почти исключительно для ударных было связано с его увлечением латиноамериканской музыкой: в этот период Варез близко общался с бразильским композитором Эйтором Вила-Лобосом, вместе с которым импровизировал на латиноамериканских инструментах. Премьера «Ионизации» состоялась в 1933 году в Нью-Йорке под руководством Слонимского. В 1934 году он же осуществил запись «Ионизации», ставшую первой записью музыки Вареза. При записи некоторые партии исполняли композиторы из числа знакомых Вареза: Генри Кауэлл, Уильям Шуман, Уоллингфорд Риггер, Пол Крестон, Карлос Сальседо. По воспоминаниям Слонимского, участие композиторов потребовалось из-за того, что для перкуссионистов Нью-Йоркского филармонического оркестра партитура оказалась слишком сложна.

### Творческий кризис

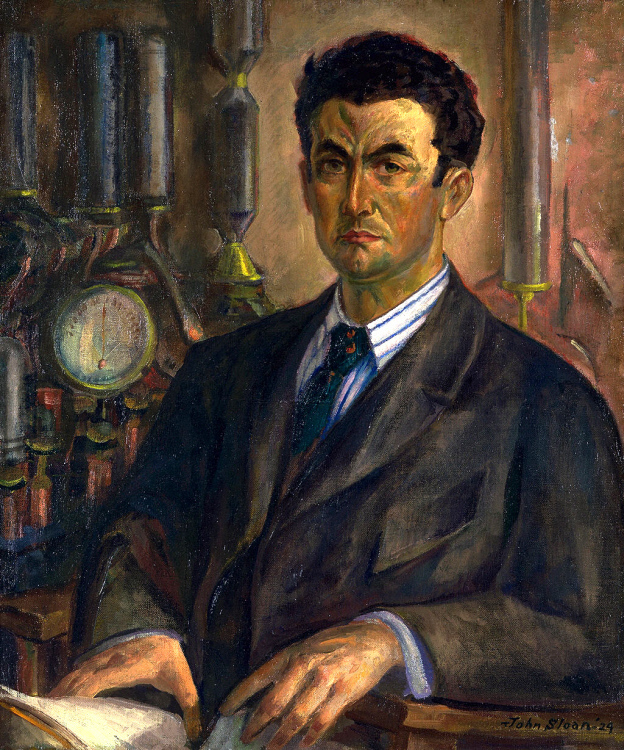
Портрет Эдгара Вареза. Джон Слоун. 1924

В 1936 году по просьбе исполнителя-виртуоза Жоржа Баррера Варез сочинил «Плотность 21,5» для флейты соло. Название пьесы объясняется тем, что она предназначалась для представления платиновой флейты работы мастера Уильяма Хейнса (плотность платины составляет примерно 21,5 г/см³). После создания «Плотности…» композитор столкнулся с творческим кризисом, продлившимся почти двадцать лет. Хотя в период кризиса Варез продолжал работу над новыми сочинениями, ни одно из них не было завершено. C этим периодом жизни Вареза, помимо неудачных попыток композиции, связано создание Большого Нью-Йоркского хора в 1941 году, с которым Варез в течение следующих шести лет давал концерты старинной музыки.

### Поздние годы
После Второй мировой войны интерес к творчеству Вареза начал возрастать. В 1948 году композитор выступает с лекциями в Колумбийском университете, а в 1950 по приглашению Вольфганга Штайнеке проводит лекции на курсах новой музыки в Дармштадте, после чего в качестве лектора посещает другие города Западной Германии. В этом же году выходит первая долгоиграющая пластинка его музыки, записанная дирижёром Фредериком Уолдманом.
В 1950 году, вернувшись из Европы в Нью-Йорк, Варез приступил к работе над новым сочинением, получившем название «Пустыни». Отличительной чертой пьесы стали три электроакустических фрагмента, звучащих в промежутках между инструментальным частями произведения. Эти фрагменты, названные Варезом «организованным звуком», композитор свёл из записей городских и уличных шумов. Первое исполнение «Пустынь» состоялось в Париже в 1954 году под руководством Германа Шерхена. Порядок на концерте, проходившем в присутствии Вареза, был нарушен публикой, возмущённой включением «организованного звука». Несмотря на скандал, за парижской премьерой последовали исполнения «Пустынь» в Гамбурге и Стокгольме, оба под управлением Бруно Мадерны.

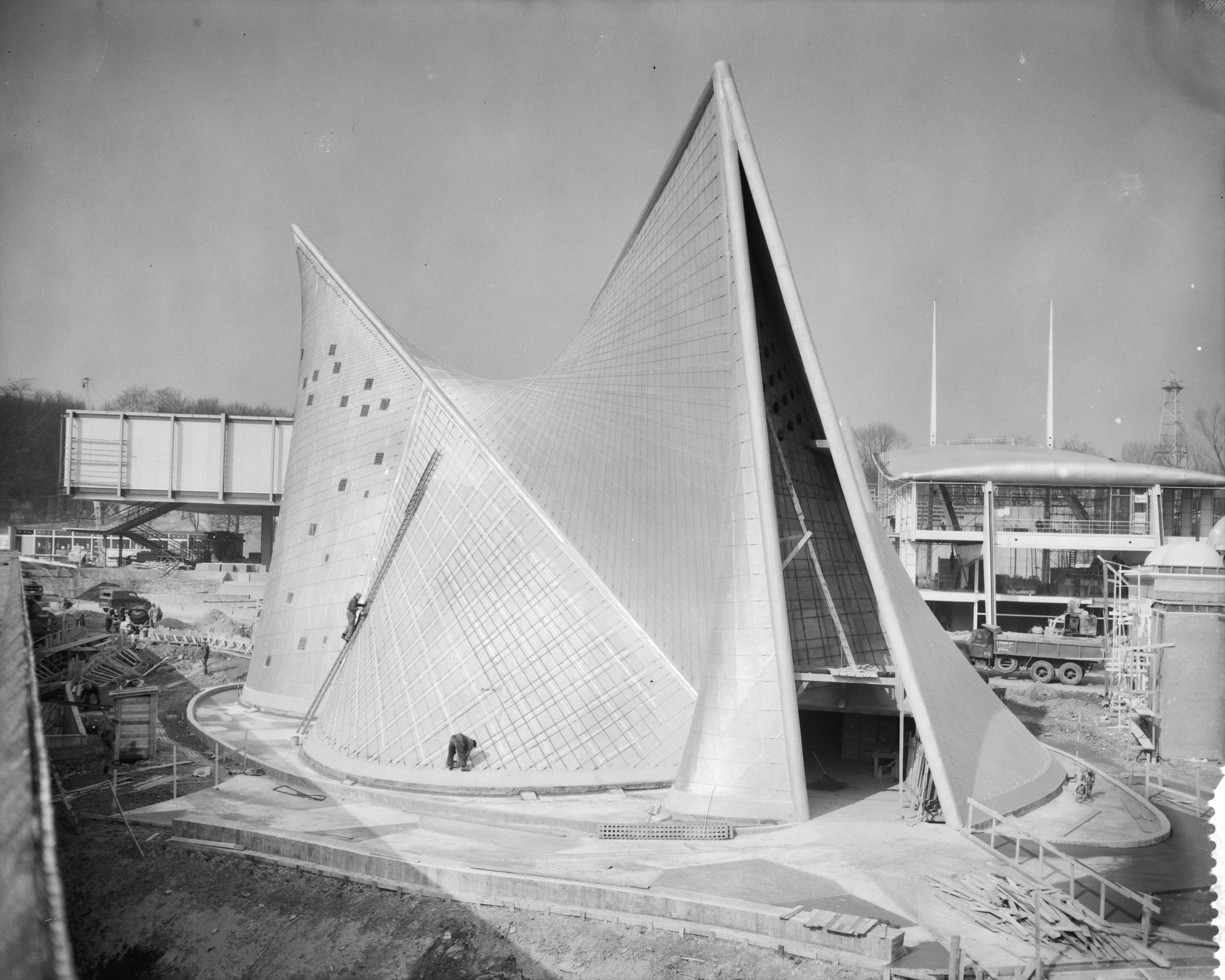
Павильон Philips. 20 марта 1958

В 1957 году Ле Корбюзье пригласил композитора к работе над звуковым оформлением павильона Philips, который в следующем году должен был представить компанию на Всемирной выставке в Брюсселе. По задумке архитектора Варез должен был написать электронную композицию, которая вместе с визуальными и световыми эффектами создала бы внутреннюю среду павильона. Варез принял предложение и, получив доступ к лабораториям Philips в Эйндховене, начал работу над пьесой. Итоговая версия сочинения, названного «Электронной поэмой», состояла из обработанных записей машинных шумов, звуков музыкальных инструментов и человеческого голоса, а также включала синтезированные звуки. Эта запись была представлена на открытии павильона при помощи 425 громкоговорителей, расположенных на внутренней поверхности сооружения, её воспроизведение сопровождалось демонстрацией изображений, отобранных Ле Корбюзье. Павильон был открыт 2 мая 1958 года, тогда же «Электронная поэма» прозвучала в нём впервые, и был снесён после закрытия выставки в октябре того же года.
Варез умер 6 ноября 1965 года после непродолжительной болезни. Согласно завещанию композитора, его прах был развеян над Нью-Йорком.

## Семья
Эдгар Варез был женат дважды. Первый брак композитор заключил в 1907 году с актрисой Сюзанн Бинг. В 1910 году у них родилась дочь Клод, однако через три года брак распался. В 1917 году композитор познакомился с американской писательницей и переводчицей Луиз Маккатчен (по первому мужу Нортон), на которой женился в 1921 году. Этот брак продолжался до смерти композитора.

## Творчество

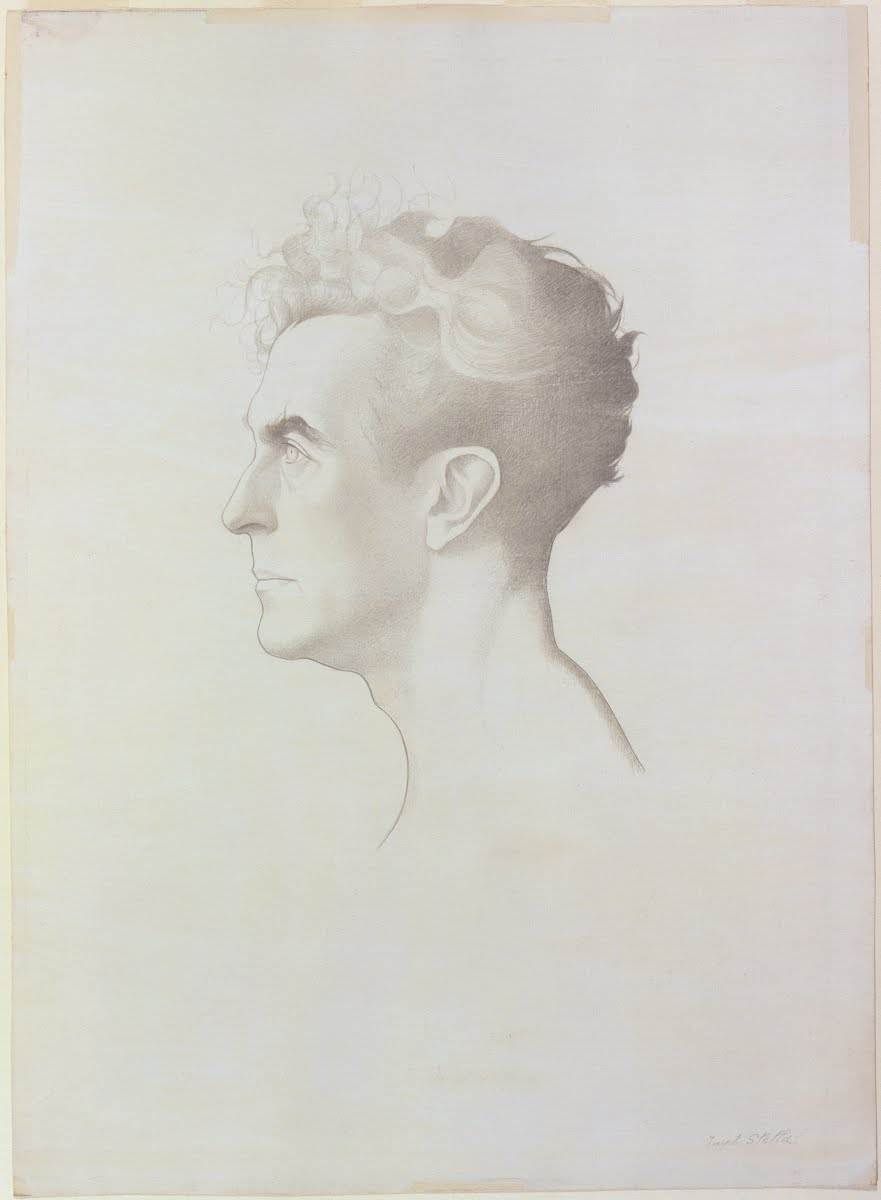
Портрет Эдгара Вареза. Джозеф Стелла. 1921

В своём творчестве Варез стремился к обновлению музыкального языка, освобождению искусства от существующих норм и традиций. Свои радикальные взгляды композитор подчёркивал отрицанием любой преемственности, тягой к музыкальной отчуждённости и изоляции. Хотя Варез признавал своими «крёстными отцами» Дебюсси, Штрауса, Бузони и Мука, он также указывал, что природные объекты и физические явления оказали на него большее влияние, чем произведения других композиторов, а интеллектуальное общение с писателями, художниками или физиками привлекает его больше, чем общество коллег-музыкантов.

### Идея пространства
Одним из источников вдохновения Вареза были работы математика и мистика Юзефа Вроньского, авторству которого принадлежит определение музыки как «овеществления того разума, который содержится в звуках». Композитор, познакомившийся с музыкальной концепцией Вроньского в возрасте приблизительно двадцати лет, вспоминал, что она взбудоражила его воображение и подтолкнула к пониманию музыки в качестве «звуковых тел, движущихся в пространстве». В зрелые годы Варез неоднократно подчёркивал значение этой идеи для своего творчества: он заявлял, что его музыка основана на движении «независимых звуковых масс», «взаимопроникновения и взаимоотталкивания» которых призваны прийти на смену линеарности традиционного контрапункта. Кроме того, Варез был уверен в существовании «пространственного измерения» музыки, в котором с появлением новых инструментов станет возможно создавать «проекции звука». Он пояснял эту идею на следующем примере:

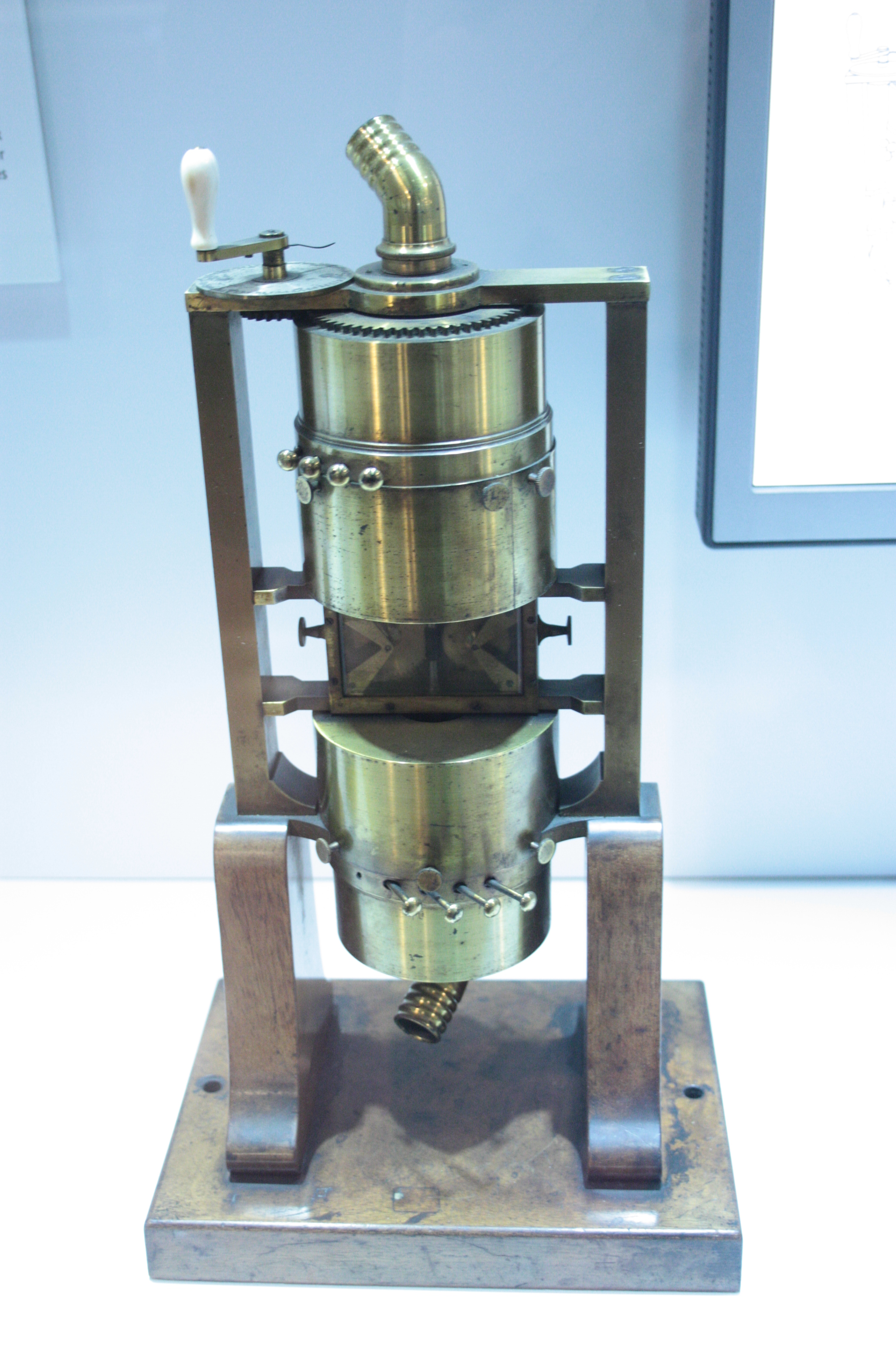
Многоголосная сирена, изобретённая и описанная Германом Гельмгольцом

Я слушал Седьмую симфонию Бетховена в зале Плейель, где из-за неудачно рассчитанной акустики часто случаются звуковые неожиданности; и вот в трио скерцо мне <…> внезапно показалось, что музыка словно отделилась от самой себя и спроецировалась в пространство — это было до такой степени живо, что я осознал наличие у музыки четвёртого измерения. Возможно, это ощущение было вызвано слишком сильным резонансом в той части зала, где я занял свое место. Я не могу в точности сказать, почему, но именно этот феномен стал живым доказательством того, что я постиг очень давно, а именно <…> проекции организованного звука.
— Э. Варез, перевод Л. Акопяна
В тот же период, что и концепция Вроньского, молодого композитора увлекла книга физика и акустика Германа Гельмгольца «Учение о слуховых ощущениях как физиологическая основа для теории музыки». Описанные в ней опыты с сиренами привлекли внимание Вареза, причиной интереса которого были глиссандирующие мелодии этих устройств. Позднее композитор использовал сирены в инструментальных составах «Америк», «Гиперпризмы» и «Ионизации», однако действительное влияние «Учения о слуховых ощущениях» на творчество композитора было глубже: исследование составных элементов звука, проведённое в этой книге, помогло Варезу осознать звук как сумму всех его качеств (таких как высота, интенсивность, тембр), а закономерности распространения звука в пространстве, описанные Гельмгольцом, стали опорой для размышлений композитора над музыкальной формой.

## Произведения
| Годы создания      | Оригинальное название            | Название на русском      | Состав инструментов                                | Дата премьеры   | Информация о премьере                           |
| ------------------ | -------------------------------- | ------------------------ | -------------------------------------------------- | --------------- | ----------------------------------------------- |
| 1906               | Un grand sommeil noir            | Душу сковали мрачные сны | Голос и фортепиано                                 |                 |                                                 |
| 1918—22, ред. 1926 | Amériques                        | Америки                  | Оркестр                                            | 9 апреля 1926   | дирижёр — Леопольд Стоковский                   |
| 1921               | Offrandes                        | Приношения               | Сопрано и инструментальный ансамбль                | 23 апреля 1922  | сопрано — Нина Кошец дирижёр — Карлос Сальседо  |
| 1922               | Hyperprism                       | Гиперпризма              | Духовые и ударные                                  | 4 марта 1923    | дирижёр — Эдгар Варез                           |
| 1923               | Octandre                         | Октандр                  | Духовые и контрабас                                | 13 января 1924  | дирижёр — Робер Шмитц                           |
| 1924               | Intégrales                       | Интегралы                | Духовые и ударные                                  | 1 марта 1925    | дирижёр — Леопольд Стоковский                   |
| 1925—27            | Arcana                           | Аркана                   | Оркестр                                            | 8 апреля 1927   | дирижёр — Леопольд Стоковский                   |
| 1930—31            | Ionisation                       | Ионизация                | Ансамбль ударных                                   | 6 марта 1933    | дирижёр — Николай Слонимский                    |
| 1933—34            | Ecuatorial                       | Экваториальное           | Бас или хор басов, инструментальный ансамбль       | 15 апреля 1934  | бас — Чейз Баромео дирижёр — Николай Слонимский |
| 1936               | Density 21.5                     | Плотность 21,5           | Флейта соло                                        | 16 февраля 1936 | флейта — Жорж Баррер                            |
| 1947               | Étude pour Escape                | Этюд для «Пространства»  | Хор, два фортепиано, ударные                       | 20 апреля 1947  | дирижёр — Эдгар Варез                           |
| 1949—54            | Déserts                          | Пустыни                  | Духовые, ударные, фортепиано, магнитофонная запись | 2 декабря 1954  | дирижёр — Герман Шерхен                         |
| 1956               | Good Friday Procession in Verges |                          | Магнитофонная запись                               |                 |                                                 |
| 1957—58            | Poème électronique               | Электронная поэма        | Магнитофонная запись                               | 2 мая 1958      | павильон Philips, Всемирная выставка            |
| 1960—61            | Nocturnal                        | Ночное                   | Сопрано, хор басов, малый оркестр                  | 1 мая 1961      | дирижёр — Роберт Крафт                          |

### Комментарии
1. ↑  При рождении Варез получил имя Edgard, однако вплоть до 1940-х годов публиковал свои работы под именем Edgar. Впоследствии композитор вернулся к официальному написанию своего имени[1].
2. ↑  На стихи Поля Верлена.
3. ↑  На стихи Хосе Хуана Таблады и Висенте Уидобро.
4. ↑  На фрагменты майяского эпоса «Пополь-Вух» в испанском переводе Франциско Хименеса.
5. ↑  Музыка для фильма Томаса Бушара Around and About Joan Miró.
6. ↑  На тексты Анаис Нин.